# دانش از طریق آشنایی
برتراند راسل میان دو نوع متفاوت از معرفت تمایز می‌نهد:
۱. معرفت از راه آشنایی (knowledge by acquaintance)
۲. معرفت از راه توصیف (knowledge by description).
معرفت از راه توصیف، مشابه معرفت گزاره‌ای متعارف است؛ برای نمونه، اینکه بگوییم «می‌دانم که برف سفید است». در مقابل، معرفت از راه آشنایی نوعی مواجهه یا شناخت بی‌واسطه با شخص، مکان، یا شیء خاص است که معمولاً از طریق تجربهٔ ادراکی مستقیم حاصل می‌شود؛ مانند اینکه بگوییم «من سم را می‌شناسم»، «با شهر بوگوتا آشنا هستم» یا «کتاب مسائل فلسفه راسل را می‌شناسم».
بر پایهٔ روایت کلاسیک راسل، «آشنایی» نوعی تعامل علی مستقیم است میان شخص و شیء مورد شناخت. این تعامل ممکن است درک یا رفتار فرد را تحت تأثیر قرار دهد و حتی در مواردی، تأثیری عمیق‌تر و مهم‌تر از آنچه خودِ فرد آگاه است، بر زندگی او بگذارد. به همین صورت، رفتار یا برداشت‌های او نیز ممکن است در شکل‌گیری ادراک‌های آینده‌اش نقش داشته باشند.
1. ↑  منبع: مشارکت‌کنندگان در ویکی‌پدیای انگلیسی